# Aldair
Aldair Santos do Nascimento (* 30. November 1965 in Ilhéus), bekannt als Aldair, ist ein ehemaliger brasilianischer Fußballspieler. Der Abwehrspieler war zwischen 1985 und 2009 in Südamerika und Europa aktiv.

## Karriere

### Verein
Aldair begann seine Profilaufbahn 1985 bei Flamengo Rio de Janeiro. Dort entwickelte er sich in den folgenden vier Jahren zum Stammspieler und Leistungsträger. Als dieser gewann er 1986 die Staatsmeisterschaft von Rio de Janeiro sowie 1988 und 1989 die Taça Guanabara. Bei den Rot-Schwarzen spielte er zusammen mit Brasilien-Legende Zico. Im Sommer 1989 folgte Aldair dem Ruf Europas und unterzeichnete bei Benfica Lissabon. Bei den Portugiesen spielte er eine starke Saison und ihm gelangen als Verteidiger sechs Liga-Tore. Allerdings reichte dies nur zur Vize-Meisterschaft hinter dem FC Porto. Seine starken Auftritte weckten Begehrlichkeiten bei anderen europäischen Top-Teams und so kehrte er nach nur einem Jahr Benfica den Rücken zu und unterzeichnete beim italienischen Klub AS Rom.
Für die Roma sollte Aldair nun dreizehn Jahre auf dem Fußballfeld stehen und über 400 Serie-A-Spiele absolvieren. Gleich im ersten Jahr in Italien, konnte der Defensivspieler mit seinem neuen Klub die Coppa Italia gewinnen. Nachdem erst das Hinspiel gegen Sampdoria Genua mit 3:1 gewonnen wurde, erspielte sich das Team in der Rückbegegnung ein 1:1 und konnte somit den Titel gewinnen. Rudi Völler brachte dabei die Römer in Führung, ehe Aldair durch ein Eigentor für Sampdoria ausglich. Das Spiel um die Supercoppa Italiana, einer Begegnung zwischen dem Meister und Pokalsieger, verlor die ASR mit 0:1 gegen Sampdoria, die sich damit revanchierten. 1993 stand die Mannschaft erneut im Endspiel um die Coppa Italia. Gegen den FC Turin verlor die Mannschaft mit 0:3 und 2:5. Nachdem Aldair im Hinspiel noch in der Startelf war, konnte er bei der Rückpartie nur zuschauen.
1998 übernahm er von Abel Balbo die Kapitänsbinde des Klubs, die er später an Francesco Totti übergab. Den bedeutendsten Titel mit der Roma gewann der Verteidiger aber 2001, als der Verein zum dritten Mal in der Vereinsgeschichte und zum ersten Mal seit 1983 die Meisterschaft gewinnen konnte. Im Folgejahr reichte es zur Vize-Meisterschaft hinter Juventus Turin. Noch vor Beginn dieser Spielzeit sicherte sich die Mannschaft erstmals überhaupt die Supercoppa durch ein 3:0 gegen die AC Florenz. Aldair spielte jedoch nicht mit. 2002/03 zog Aldair mit der Mannschaft zum dritten Mal in das Finale des nationalen Pokalwettbewerbs ein. Gegen die AC Mailand war das Team aber chancenlos. Im Sommer 2003 gab er bekannt, den Verein zu verlassen und in die Serie B zum CFC Genua zu wechseln. Ihm zu Ehren beschloss der Roma-Vorstand, das Trikot mit der Rückennummer 6 nicht mehr zu vergeben. Mit über 415 Ligapartien für die AS Rom befindet sich Aldair unter den Top Fünf der Spieler mit den meisten Begegnungen im Dress des Hauptstadtklubs und führt mit Abstand die Liste der Auslandsakteure mit den meisten Spielen vor dem Franzosen Vincent Candela (253 Spiele) an. Nach nur wenigen Einsätzen und einer Spielzeit beendete er seine Profikarriere bei Genua.
Drei Jahre später kündigte Aldair im Juli 2007 an, dass er ab der Saison 2007/08 für den san-marinesischen Verein SS Murata spielen werde; für diesen trat er auch in der Champions-League-Qualifikation an. Nach Ablauf der ersten Spielzeit bei Murata gewann Aldair mit dem Team den Campionato Sammarinese di Calcio, also nationale Meisterschaft. Außerdem sicherte sich die Mannschaft den Gewinn des nationalen Pokalwettbewerbs, die Coppa Titano, in den Jahren 2008 sowie die Trofeo Federale 2008 und 2009.

### Nationalmannschaft
Aldair nahm an drei Weltmeisterschaften teil. Bei der WM 1990 scheiterte er mit dem brasilianischen Team bereits im Achtelfinale an der Auswahl Argentiniens. Seine zwei weiteren Auftritte bei Weltmeisterschaften verliefen deutlich besser. Er wurde mit der brasilianischen Auswahl 1994 Weltmeister und 1998 Vizeweltmeister. 1996 nahm außerdem an den Olympischen Spielen teil und gewann mit der Seleção die Bronzemedaille. Zwischen 1989 und 2000 spielte er insgesamt 81-mal für die Seleção und erzielte dabei drei Tore.

## Erfolge

### Verein
- Staatsmeisterschaft von Rio de Janeiro mit Flamengo Rio de Janeiro: 1986
- Taça Guanabara mit Flamengo Rio de Janeiro: 1988, 1989
- Coppa Italia mit der AS Rom: 1991
- Italienischer Meister mit der AS Rom: 2001
- Supercoppa Italiana mit der AS Rom: 2001
- Campionato Sammarinese di Calcio mit SS Murata: 2008
- Coppa Titano mit SS Murata: 2008
- Trofeo Federale mit SS Murata: 2008, 2009

### Nationalmannschaft
- Copa América: 1989, 1997
- Weltmeister: 1994
- 3. Platz bei Olympia: 1996
- Konföderationen-Pokal: 1997